# Charles Hoyau
Charles Hoyau est un sculpteur français en terre cuite polychrome, actif au Mans et dans sa région, ainsi qu'en Touraine, au XVIIe siècle, dans les années 1627 à 1640 ; ses œuvres, toutes à sujet religieux, sont visibles dans plusieurs églises de l'ouest de la France.

## Éléments biographiques et œuvre

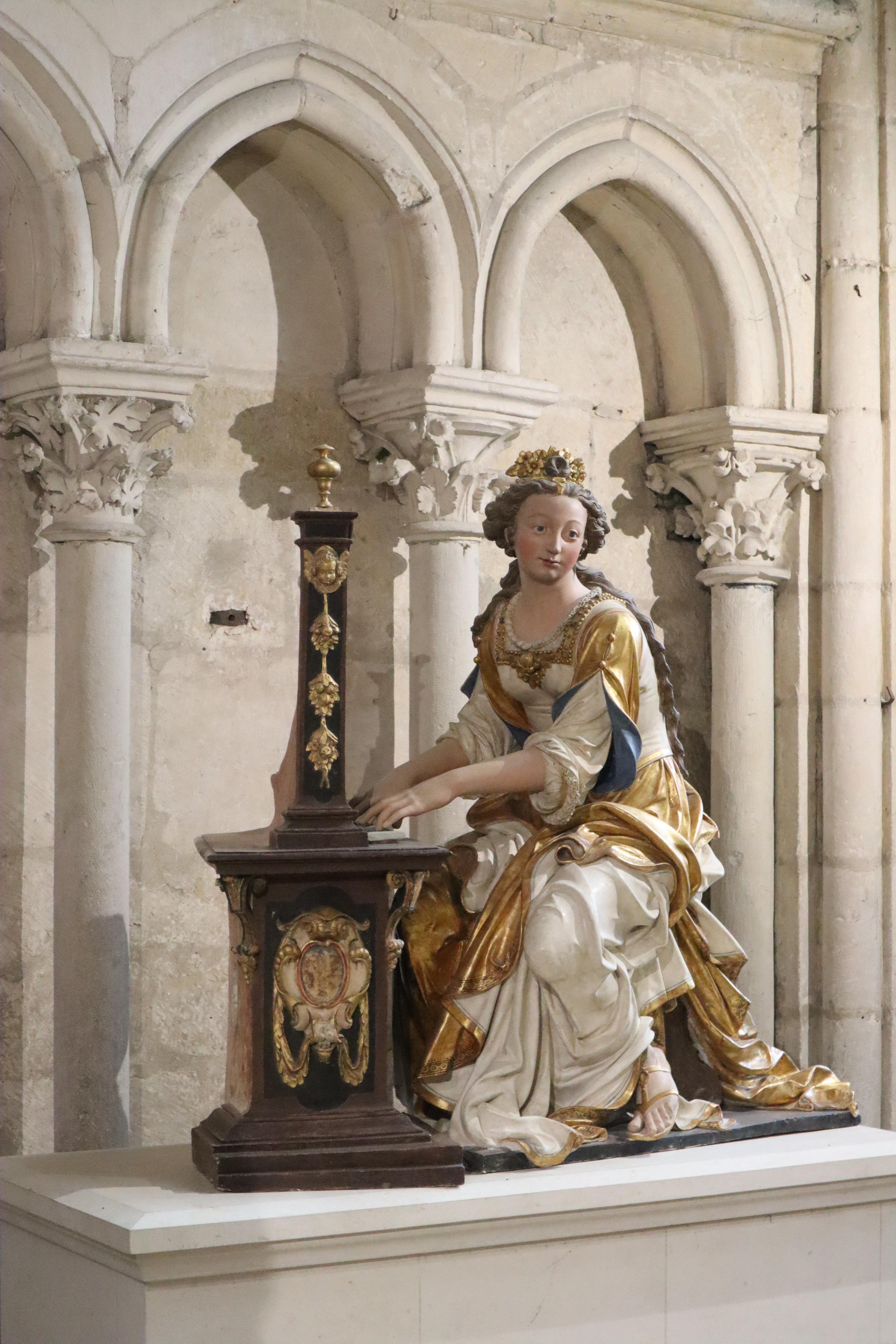
Sainte Cécile, cathédrale Saint-Julien du Mans

Peu d'éléments sont connus concernant la vie de Charles Hoyau ; il épouse Isabelle Préhoust, sans doute une parente des sculpteurs manceaux Marin et Julien Préhoust. En 1644, son épouse est désignée comme veuve dans un document d'archive.
Plusieurs de ses statues portent sa signature (« Car. Hoyau fe. ») : la Vierge de douleur et la Sainte Cécile de la cathédrale du Mans, la Vierge à l’Enfant de l’église de Cérans-Foulletourte, le Saint Sébastien de l’église Saint-Thomas de La Flèche.
Il travaille dans une région, le Mans et la province du Maine, qui au XVIIe siècle est devenue une zone de production importante pour la sculpture en terre cuite polychrome ; alors que la pierre et le bois prédominent dans le reste de la France, les sculpteurs du Mans se distinguent par l'utilisation d'une technique peut-être liée à l'influence d'artistes italiens.
- Sainte Cécile jouant de l'orgue (1633)[2] ; Vierge à l'Enfant (1633-1635) ; Vierge de douleur ; Sainte Marguerite d'Antioche : Le Mans, cathédrale ;
- Vierge à l'Enfant, église de Cérans-Foulletourte ;
- L'Éducation de la Vierge, Saint-Paterne-Racan, église paroissiale ;
- Vierge de pitié, Martigné-Briand ;
- Saint-Sébastien, vers 1630, La Flèche, église Saint-Thomas[3],[4].
- Mise au tombeau, groupe sculpté, Marolles-les-Braults, église Saint-Rémy ; le marché est passé le 24 mai 1635 avec le curé de Marolles, François Angoulvent[5].
- Vierge de pitié, Fontevraud-l’Abbaye, prieuré Sainte-Marie-Madeleine.

En 1631, il fournit les sculptures représentant saint Étienne et saint Pierre du retable des Minimes de Tours, aujourd'hui disparu. En 1632, lui est passé commande d'une Adoration des bergers par l’abbaye de Beaumont-les-Tours qui a disparu ; la commande passée le 16 mars indique qu'il lui est demandé « sis images de deux pieds huit à neuf pouces de haut, sçavoir : une figure de la Vierge, de sainct Joseph, deux bergers et deux anges ; plus quatre petites figures, un petit Jésus en une crèche, et trois anges » ; le groupe est achevé en 1634.
D'autres groupes sculptés, présents dans des églises des pays de la Loire, lui sont attribués :
- deux statues, Saint François[8] et Sainte Claire[9], placées de part et d'autre du retable de la Communion dans la cathédrale de la Sainte-Trinité de Laval ;
- le Monument funéraire de François de Menon et de Madeleine de la Tour-Landry, vers 1627[10], ainsi qu'un groupe sculpté : Vierge de Pitié entre saint François et sainte Madeleine, dans l'église Saint-Pierre de Vaulandry[11].

Deux statues, une sainte et Sainte Anne et la Vierge, conservées au musée du Louvre, sont attribuées à son atelier,.

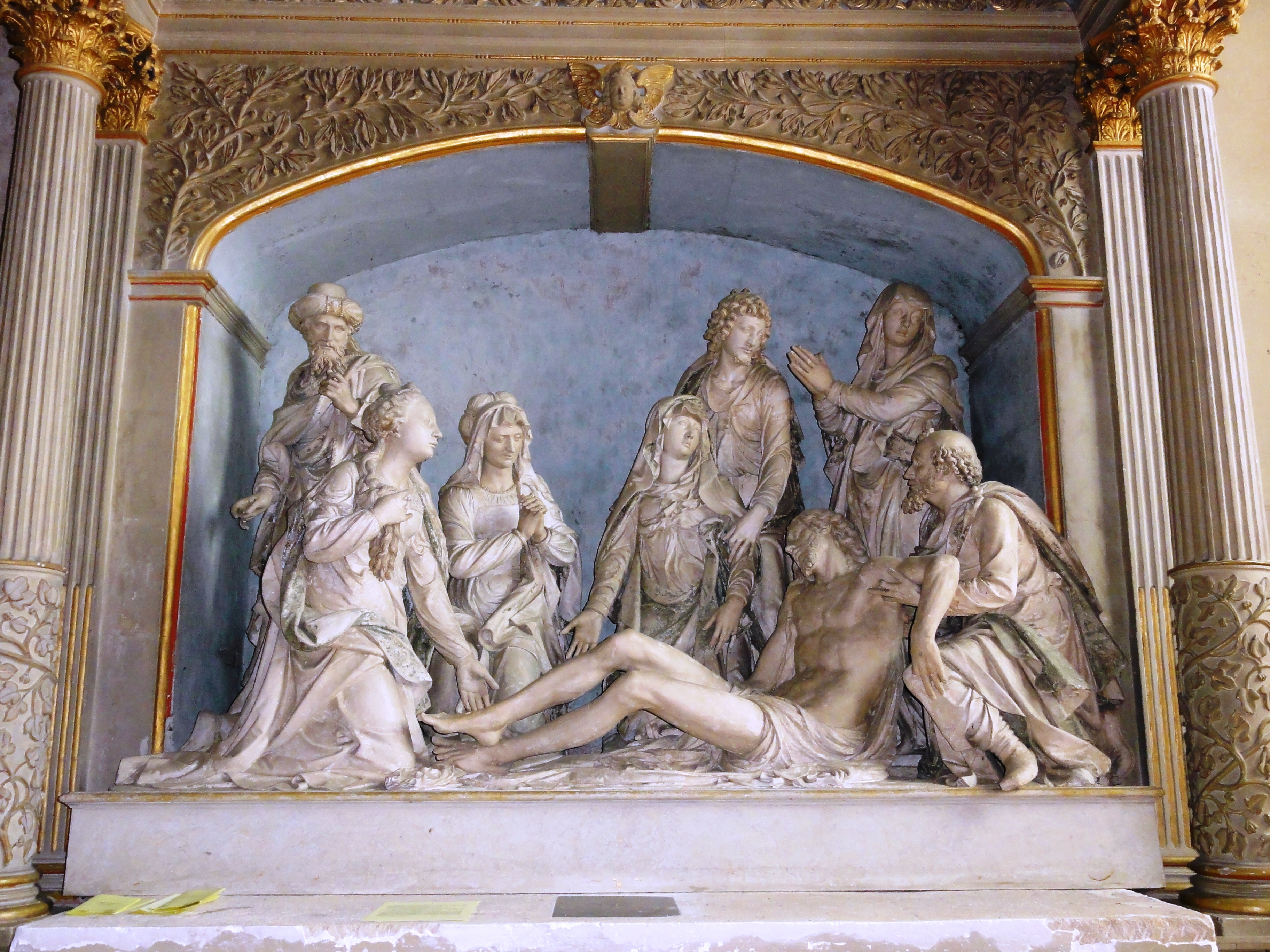
Mise au tombeau, église de Marolles-les-Braults.
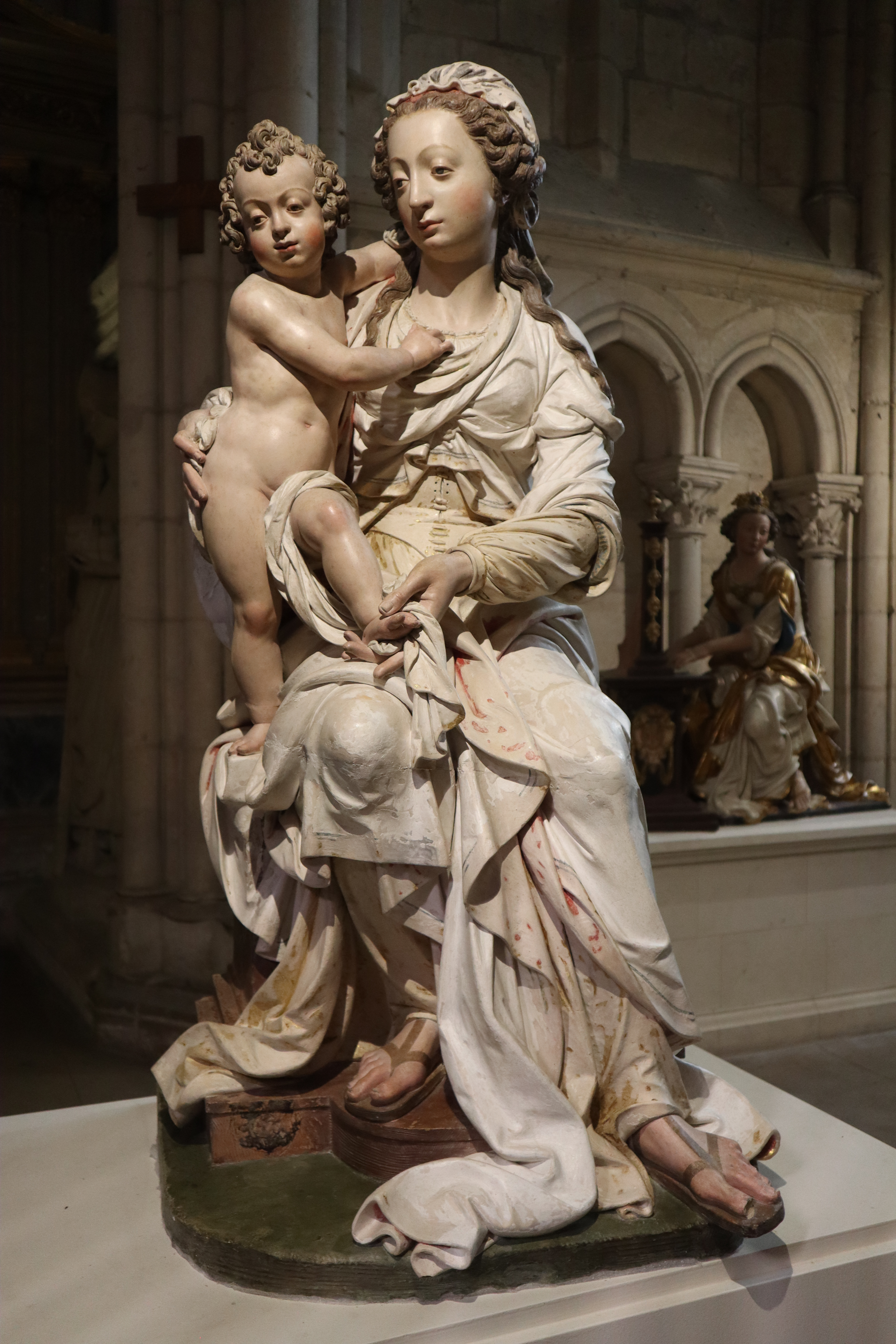
Vierge à l'Enfant, cathédrale du Mans.
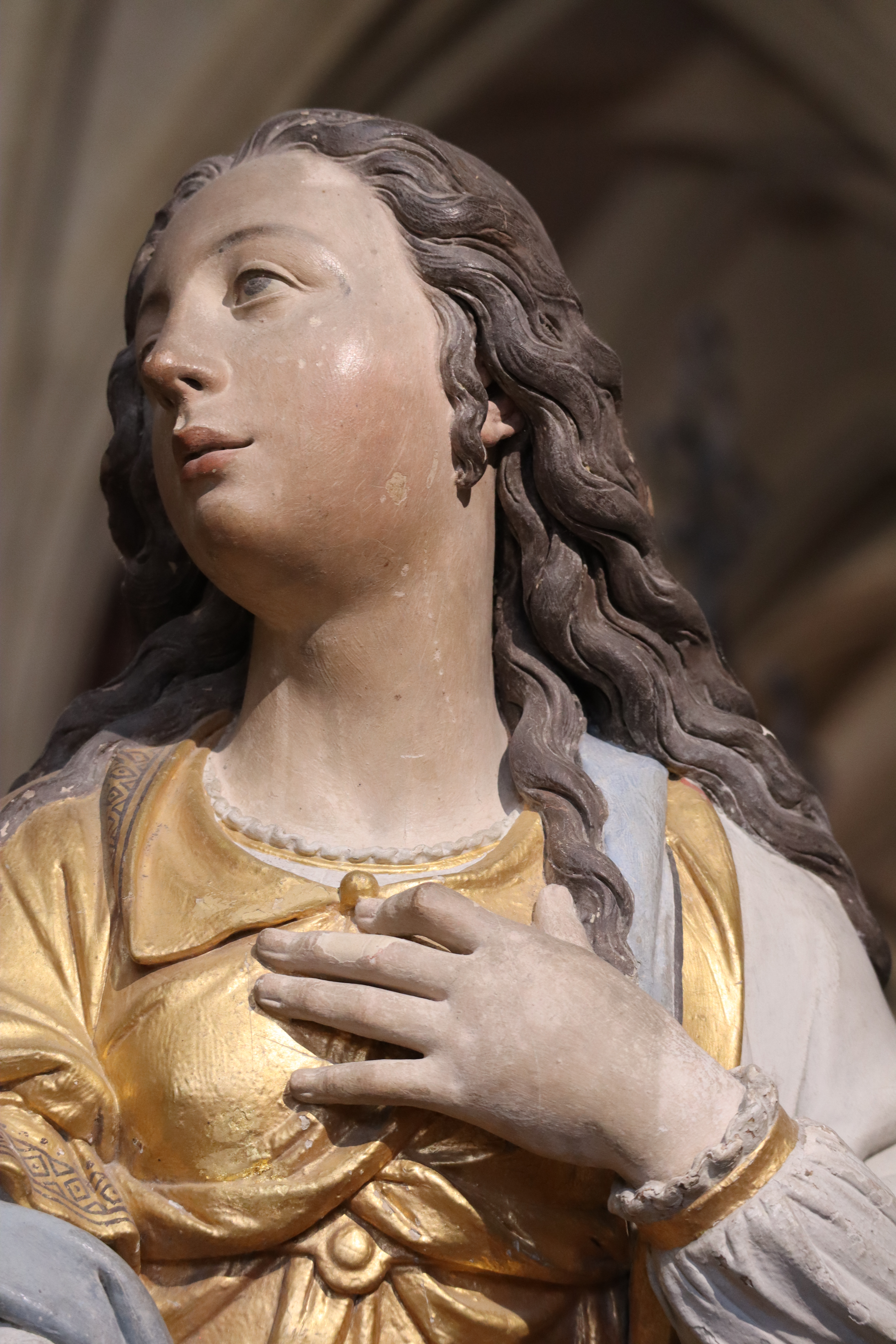
Détail de Sainte Catherine d'Antioche, cathédrale du Mans.